# Dasyaphis rhusae
Dasyaphis rhusae är en insektsart. Dasyaphis rhusae ingår i släktet Dasyaphis och familjen långrörsbladlöss. Inga underarter finns listade i Catalogue of Life.